# Château de Châtillon-sur-Cluses
Pour les articles homonymes, voir Château de Châtillon.
Le château de Châtillon est un ancien château fort, du XIIe siècle, remanié à plusieurs reprises, dont les ruines se dressent sur la commune française de Châtillon-sur-Cluses dans le département de la Haute-Savoie, en région Auvergne-Rhône-Alpes. Entre les XIIIe et XVIe siècles, il est le siège d'une châtellenie regroupant treize paroisses, puis centre du bailliage de Faucigny.

## Localisation
Les vestiges du château de Châtillon sont situés dans le département français de la Haute-Savoie sur la commune de Châtillon-sur-Cluses, sur un rocher calcaire en éperon, à 862 mètres d'altitude,. Il contrôlait le col de Châtillon (741 mètres), à l'intersection des routes allant d'une part de Cluses à Taninges et de Samoëns à Bonneville et occupait une position centrale au cœur de la province du Faucigny entre les vallées du Giffre et de l'Arve,.
Le rocher sur lequel était installé le château se poursuit « prolonge au sud par un mamelon gazonné », portant le nom de « Cuar ». Cette colline arrondie permet d'avoir une vue d'ensemble sur la  vallée de l'Arve.

## Historique
Le mamelon du « Cuar » aurait été le site d'une fortification antérieure, probablement en bois. Le château pourrait avoir existé, selon l'archéologue suisse Louis Blondel (1956), dès le « début du XIIe siècle, mais nous n'en avons aucune mention », même si la première mention remonte à un acte de 1222,,.

### Forteresse faucignerande
Il semble être entre les mains de la famille de Châtillon, qui pourrait être selon Blondel, les Faucigny-Châtillon, une branche cadette de la maison de Faucigny,,, connue depuis la fin du XIIe siècle. Blondel indique « Comme dans beaucoup d'autres cas, les grandes familles comtales remettaient la garde de leurs châteaux à des cadets de leur famille qui prenaient alors le nom de la terre ou de leur fonction. » Deux membres, Alinard de Châtillon et son fils Turumbert, sont mentionnés comme témoins, dans un acte de 1178,. Un Giraud/Girard, chevalier, est dit vidome de Châtillon en 1210,,.
Le château devient « la résidence préférée des seigneurs de Faucigny », où des actes sont nomment passés. Vers 1200 Aymon II de Faucigny abandonne le château ancestral de Faucigny pour s'y installer. Aymon II y rédige son testament en 1234,, après avoir fiancé la même année sa fille Agnès de Faucigny à Pierre II de Savoie dans la chapelle castrale,. Leur fille Béatrice de Faucigny y sera également fiancée en 1241, toujours dans la chapelle, au dauphin de Viennois, Guigues VII. Pierre II de Savoie y fera d'importants travaux en 1260. Le même, en 1263 en améliore les fortifications. Une partie des hommes est alors fournie par l'abbaye d'Aulps pour ses propriétés situées dans la châtellenie de Châtillon.
Le château devient le centre d'une châtellenie, puis plus tard d'un mandement comprenant Châtillon et Cluses. Elle devient le centre du bailliage de Faucigny au XIVe siècle, en remplacement de Bonne. À partir de 1357, lorsque le mandement devient celui de Châtillon et Cluses, le bailli réside plus souvent dans le bourg de Cluses.

### Forteresse savoyarde
Le traité de Paris du 5 janvier 1355 ramène le château dans le giron savoyard. Il subit d'importants travaux en 1360 et entre 1366 et 1372. Les comtesses de Savoie, Bonne de Bourbon et Bonne de Berry, y résident occasionnellement. Cette dernière, vers 1380, fait construire une nouvelle tour,. Le dernier héritier de Béatrix, Jean de Chalons-Arlay fait don le 13 janvier 1406 du château au duc de Savoie Amédée VIII, qui y nomme un châtelain. Le château fera de nouveau l'objet de travaux au XVe siècle.
Il est pris en 1492 par les « Robes Rouges » ; paysans en révolte menés par Jean Gay de Megève qui comme signe distinctif revêtent une robe rouge. Le duc de Savoie les en expulse. Au XVIe siècle le château ne sert plus guère que comme prison. En 1530, le duc Charles III de Savoie inféode le château à la famille de La Palud.

### Destruction du château
Selon la tradition, le château aurait été détruit lors du conflit de 1589, lorsque le duché de Savoie subit l'invasion de ses voisins Bernois et Genevois. Cependant il n'existe aucune preuves de leur avancée jusqu'à cette partie de la vallée.
Il semble « certain qu'à partir de cette date la forteresse [cesse] de jouer un rôle important dans la défense de Faucigny ». Le château est peu à peu abandonné et, par manque d'entretien, tombe en ruines. Il sert très probablement de carrière de pierres aux habitants des environs.
En 1699, Victor-Amédée II l'inféode au profit de Joseph Martin du Fresnoy (Dufrenoy), qui porte désormais le titre de marquis. Cette inféodation est accompagnée d'un certain nombre de prérogatives qui pour les seigneuries de Cluses et de Châtillons étaient de « pouvoir d'establir juge et autres officiers pour l'administration de la justice, pêches, chasses, fours banneaux, peéages, moulins banneaux, laydes, montagnes, bois, forests, toisages et grand chemin ». En 1769, à la mort de Louis du Fresnoy (Dufrenoy), marquis de Cluses, baron de Châteaufort et seigneur de Chuet/Chuyt, dernier héritier de la famille, ses biens passent à son neveu, Joseph Planchamp, qui hérite du marquisat et des ruines de Châtillon,.

## Description
Le château était constitué de plusieurs enceintes comprenant le château proprement dit, des maisons nobles, la cure et la chapelle castrale, qui deviendra l'église paroissiale. Bien qu'il ne reste que des vestiges de cette forteresse, leur importance permet d'avoir une idée de l'ensemble de ce que pouvait être le château vers les XIVe et XVe siècles. Par ailleurs, la conservation de rouleaux des comptes de châtellenies ont également permis de compléter les observations archéologiques.
Le château s'organisait ainsi en deux parties : le plain-château, l'enceinte basse, dans lequel se trouvait la chapelle castrale (voir ci-après), puis deux cours successive dans lesquelles se trouvaient la demeure seigneuriale, puis enfin le donjon. Ainsi cette forteresse comportait par trois enceintes successives. L'archéologue suisse Louis Blondel propose notamment un plan du château, reproduit également dans l'ouvrage Histoire des communes savoyardes (1980).

Ruines en 2015
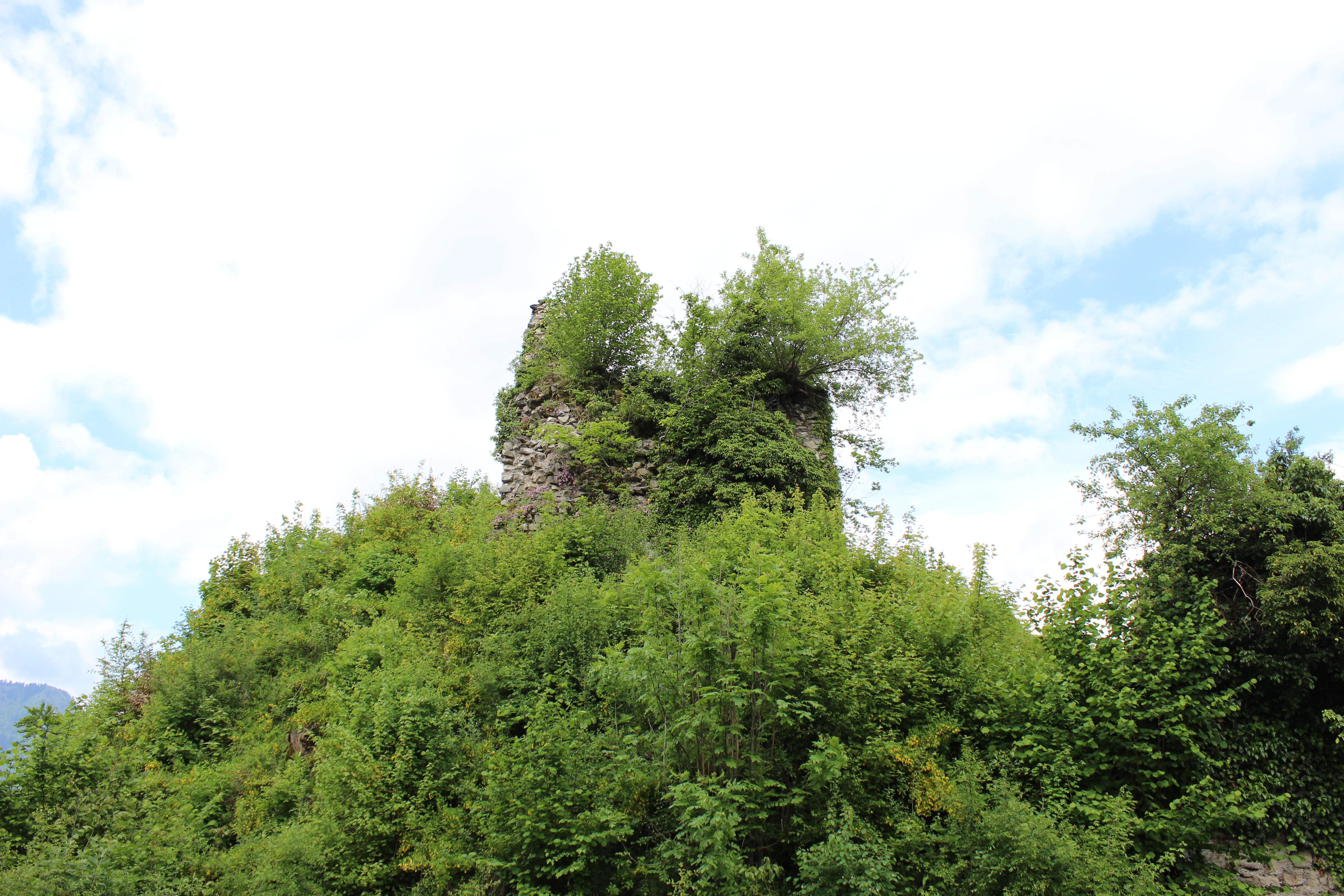
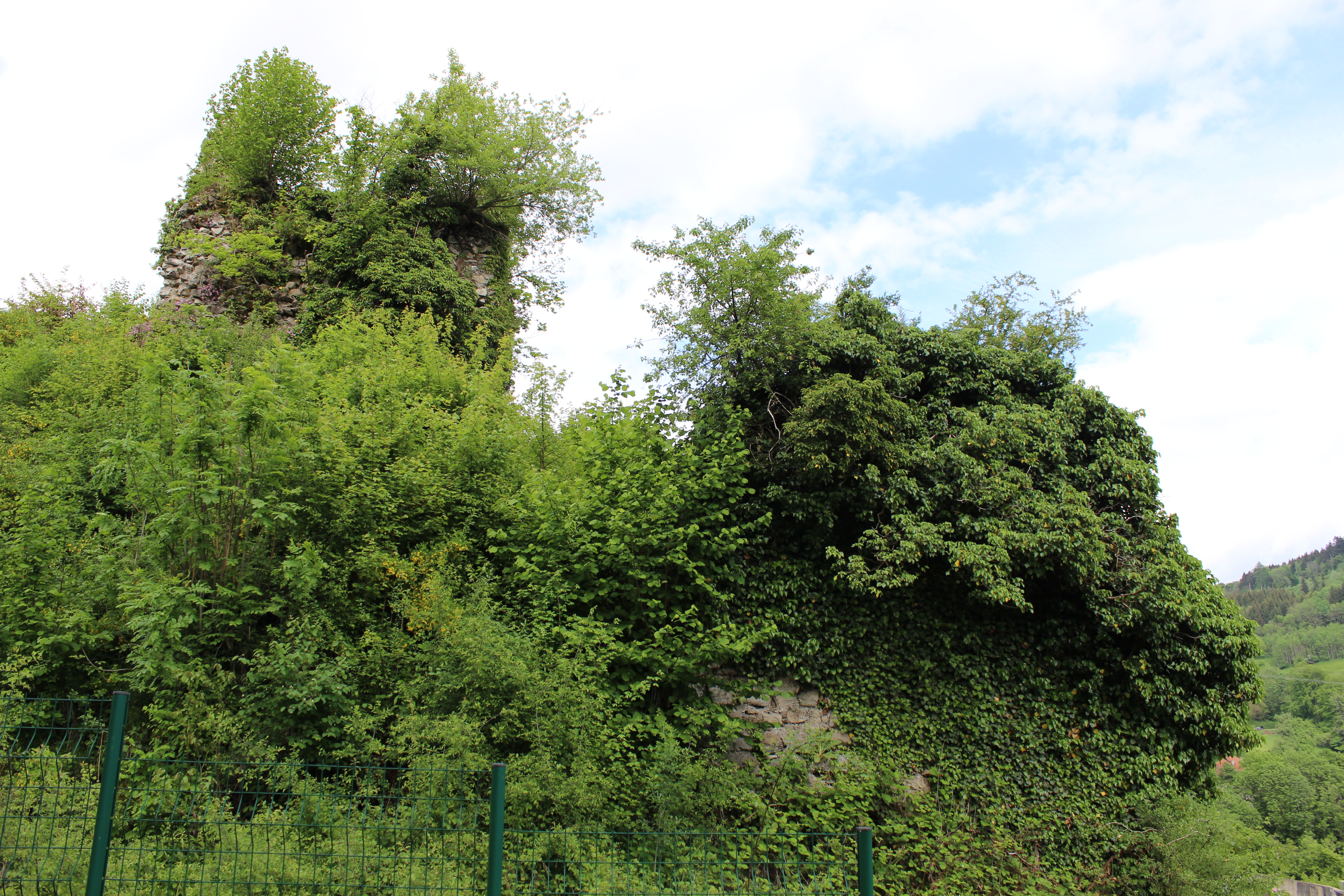
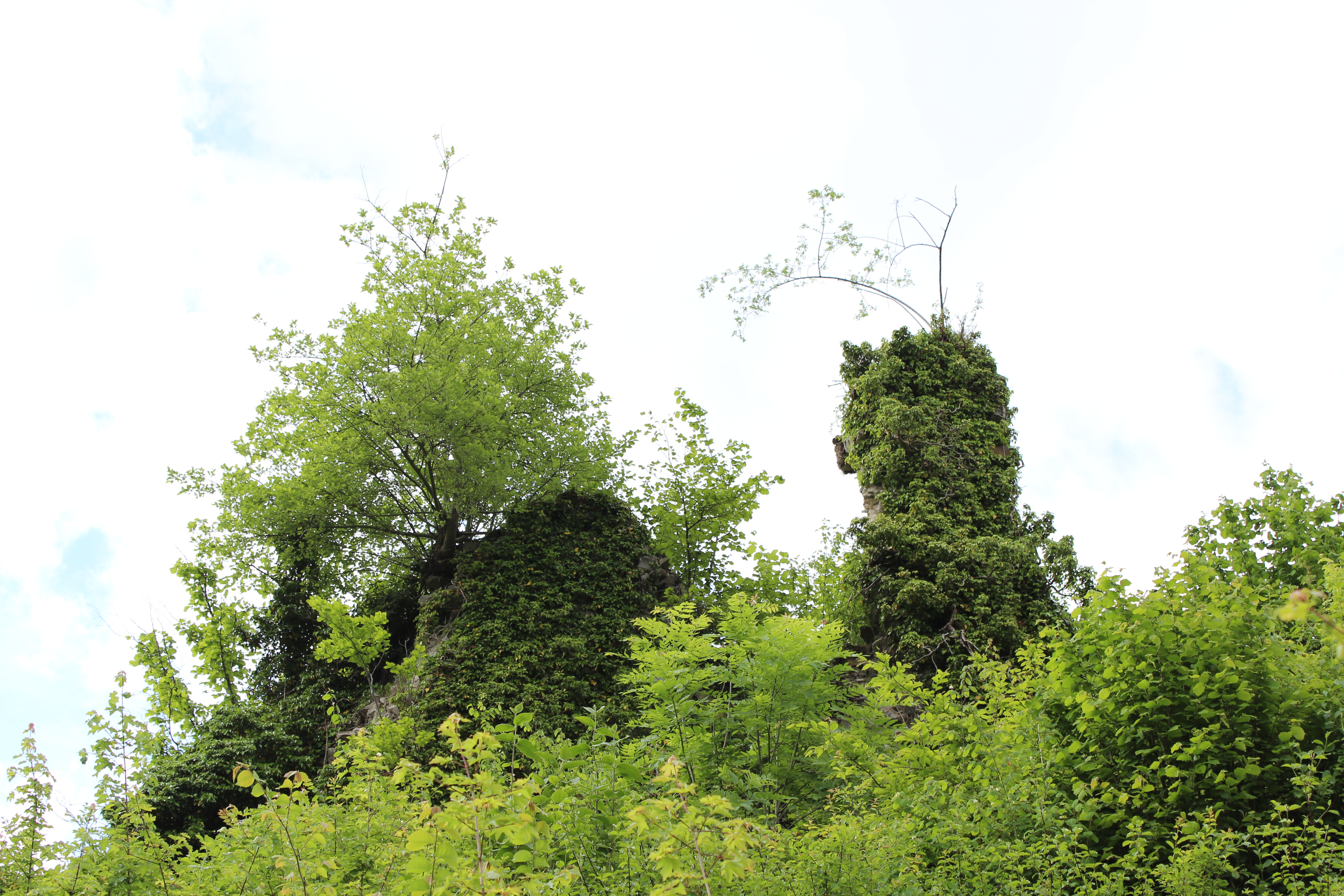

### Le plain-château et la chapelle castrale
L'accès au château et à la première enceinte se fait par un chemin sur une pente raide. Cette première partie était constitué du plain-château, de la chapelle castrale.
La chapelle est mentionnée pour la première fois en 1150 dans un acte de confirmation dans lequel est stipulé que l'église reste la possession du prieuré de Contamine-sur-Arve,. Elle semble rendue à l'évêque de Genève, à la suite d'une sentence de l'année 1198,.
Le cimetière était accolé sur la partie est du mur extérieur, de la première enceinte.

### La demeure seigneuriale et le donjon
La seconde et la troisième enceinte comprenait la demeure seigneuriale, sur le bord de la deuxième cours et le donjon.
La deuxième comprenait une tour carrée qui protégeait l'accès au château. Une montée assez raide permettait d'atteindre la porte de la dernière enceinte qui abritait la cour et le logis seigneurial. L'appartement du seigneur se trouvait au deuxième étage, sur le même niveau que la grande salle. Ces deux pièces étaient équipées d'une cheminée.
À son extrémité orientale subsistent les vestiges d'un donjon roman de 6,60 × 7,70 mètres de côté dressé face à l'attaque. La base de cet édifice est encore observable et a permis d'estimée sa construction « à l'époque romane (XIIe siècle) ». Son usage était réservé à la surveillance, peut être de réduit.
La troisième tour construite par Bonne de Berry entre 1379-1380 devait se trouver probablement au nord du donjon.

### Le belvédère du «Cuar»
La colline du Cuar était séparée de la forteresse par un fossé. Cette dernière était creusée dans la roche même. Elle peut avoir supporté à l'origine une fortification.
Ce belvédère a été transformé en jardin avec des terrasses.

## Châtellenie de Châtillon et Cluses

### Organisation
Le château de Châtillon est le centre d'une châtellenie (ou mandement), mise en place à partir du XIIIe siècle, dite dans les documents mandement ou châtellenie de Châtillon puis, à partir de 1357, mandement de Châtillon et Cluses ou Cluses et Châtillon (peut être à la fin du siècle précédent). Elle est considérée comme « la plus importante châtellenie du Faucigny ».
Le Faucigny est organisée autour de neuf châtellenies à la fin du XIIe siècle dont Châtillon occupait le 1er rang dans l'ordre de préséance, selon l'ancien inventaire des titres du Faucigny (1431), cité notamment par le chanoine Jean-Louis Grillet.
Durant la période delphinale, le Faucigny serait organisé (à partir de 1342-1343) autour de quinze châtellenies, dont Châtillon.
| Commune              | Nom                                    | Type         |
| -------------------- | -------------------------------------- | ------------ |
| Arâches-la-Frasse    | Le Châtelard                           | châtelet     |
| Châtillon-sur-Cluses | Château de Châtillon                   | château      |
| Cluses               | Château de Chessy                      | château      |
| Les Gets             | Château de Cuar                        | maison forte |
| Les Gets             | Maison forte des Gets                  | maison forte |
| Marnaz               | Château de Marcossey                   | château      |
| Marnaz               | Tour de Marnaz                         | autre        |
| Mieussy              | Château de Rovorée                     | château      |
| Mieussy              | château de Barbey (château des Barbey) | château      |
| La Rivière-Enverse   | Maison forte de Cellières              | maison forte |
| Saint-Sigismond      | Châtelard de Saint-Sigismond           | châtelet     |
| Scionzier            | Château de Mussel                      | châtelet     |
| Taninges             | Maison forte des Buchilles             | châtelet     |
| Taninges             | Maison forte de Flérier                | châtelet     |
| Thyez                | Château de la Place                    | château      |
| Verchaix             | Château de Graverruaz                  | château      |

Au cours de la première partie du XIVe siècle, la baronnie du Faucigny est à nouveau réorganisée autour de dix-sept châtellenies.
Le château est également le centre du bailliage de Faucigny. En 1357, elle prend le nom de Châtillon et Cluses. Cluses devient le lieu de résidence du bailli.
Les paroisses dépendantes de la châtellenie, au XVIIe siècle, sont Fleyrier, Ognion et Mieussy, qui forment un premier ensemble, et Cluses, Scionzier, Saint-Sigismond, Arâches, Châtillon-sur-Cluses, Thyez et Marignier, pour le second.
Au XVIIe siècle, les armes du mandement de Cluses se blasonnaient ainsi : une croix d’or en champ d'azur.

### Châtelains
Dans la baronnie de Faucigny, puis dans le comté de Savoie, le châtelain est un « [officier], nommé pour une durée définie, révocable et amovible »,. Il est chargé de la gestion de la châtellenie ou mandement, il perçoit les revenus fiscaux du domaine, et il s'occupe de l'entretien du château. Le châtelain est parfois aidé par un receveur des comptes, qui rédige « au net […] le rapport annuellement rendu par le châtelain ou son lieutenant ».
Les châtelains portent également, durant la période savoyarde, la charge de bailli de Faucigny.

### Fonds d'archives
- Série : Comptes des châtellenies (1355-1553). Fonds : Comptes des châtellenies, des subsides, des revenus et des judicatures; Cote : SA 13585-13749. Chambéry : Archives départementales de la Savoie (présentation en ligne).« Châtillon-sur-Cluses »
- Série : SA (XIIIe siècle-XVIe siècle). Fonds : Inventaire-Index des comptes de châtellenie et de subsides. Chambéry : Archives départementales de la Savoie (lire en ligne).p. 221-231, « Châtillon-sur-Cluses »